# Rapsodie op Moldaafse thema's
De Rapsodie op Moldaafse thema's is een compositie van Mieczysław Weinberg. Weinbergs moeder was afkomstig uit Chisinau, Bessarabië, later omgedoopt tot Moldavië.
Het werk is geschreven in het jaar dat volgde op het besluit van het Sovjet-gezag dat sommige muziek wel erg modern werd. Een aantal componisten en composities werden in de ban gedaan. Ze zouden door hun te moderne karakter niet meer begrepen kunnen worden door het gewone volk. Weinberg bleef buiten de ban, hoewel enkele van zijn werken niet meer uitgevoerd mochten worden. Daarbij was er tevens sprake van dat onder leiding van Jozef Stalin er een soort Jodenvervolging plaatsvond, zeker voor die Joden die oorspronkelijk uit Polen kwamen.
In die wereld wilde Weinberg wat op papier zetten en koos voor een veilige herinterpretatie van volksmuziek, in dit geval uit Moldavië. Hij koos, in de verwachting dat de hoge heren er toch niet achter zouden komen, voor Joodse volksmuziek uit die streek. Dat pakte goed uit. De hardliners binnen de Muziekbond vonden toch altijd wat te mopperen, zoals Tichon Chrennikov (orkestratie was goed, maar het Moldaafse kwam er niet uit). Vrienden zoals Dmitri Kabalevski gingen daartegenin. Deze onstuimige rapsodie past qua stijl meer in het begin van de 20e eeuw dan in 1949. Weinberg zou na de première op 20 november 1949 onder leiding van Aleksandr Gauk nog twee versies schrijven. Er volgden nog een versie voor viool en orkest en een voor viool en piano. Die laatste werd gespeeld door niemand minder dan de sterviolist David Oistrach, samen met de componist op 6 februari 1953. Weinberg werd toen hij het concert had afgerond direct opgepakt door de geheime dienst. Wat er daarna gebeurd is, is niet duidelijk, maar de Sovjet-Unie had even geen tijd voor Weinberg. Stalin overleed en Weinberg bleef al te veel ellende bespaard.